# John Lovelace (4e baron Lovelace)
John Lovelace, 4e baron Lovelace (1672-1709) est le gouverneur de New York et du New Jersey. 

## Biographie
Il est le fils de William Lovelace de Hurst, Berkshire et le petit-fils de Francis Lovelace, fils de Richard Lovelace. Bien qu'il soit né dans une famille aristocratique, le baron précédent a affaibli la fortune de la famille en jouant, laissant John lourdement endetté. Il sert dans l'armée à la suite de son accession à la pairie. En 1702, il épouse Charlotte, la fille de Sir John Clayton, mais sa pauvre dot améliore peu sa situation financière. Le couple a quatre enfants : l'hon. Martha (décédée en 1788), John Lovelace, 5e baron Lovelace (décédé en 1709), Neville Lovelace, 6e baron Lovelace (décédé en 1736) et Charles (décédé en 1707 à Sanderstead, en Angleterre). 
En 1708, Lovelace est nommé gouverneur de New York et du New Jersey pour remplacer Lord Cornbury. Il procède à la condamnation de plusieurs partisans de Cornbury, membres du Cornbury Ring corrompu, dont l'ancien gouverneur Jeremiah Basse. Lovelace reçoit 1 600 £ par une facture fiscale le 5 mai 1709. Cependant, il est décédé le lendemain, 6 mai 1709. Ses funérailles ont lieu à Trinity Church, New York et il est enterré dans le cimetière adjacent.